# Жучэн
Жучэ́н (кит. упр. 汝城, пиньинь Rǔchéng) — уезд городского округа Чэньчжоу провинции Хунань (КНР).

## История
Уезд был выделен во времена империи Цзинь в 389 году из уезда Цзиньнин. В эпоху Южных династий уезд был переименован в Луян (卢阳县). Во времена империи Тан он получил название Ичан (义昌县), во времена Поздней Тан — Чэньи (郴义县). При империи Сун уезд был переименован в Гуйян (桂阳县). В 1211 году восточная часть уезда Гуйян была выделена в отдельный уезд Гуйдун.
В 1913 году в связи с тем, что после Синьхайской революции была расформирована Гуйянская область, а на землях, ранее напрямую подчинённых областным властям, был создан уезд Гуйян, данному уезду было возвращено древнее название Жучэн.
После образования КНР в 1949 году был создан Специальный район Чэньсянь (郴县专区), и уезд вошёл в его состав. В 1951 году Специальный район Чэньсянь был переименован в Специальный район Чэньчжоу (郴州专区).
В октябре 1952 года Специальный район Чэньчжоу был расформирован, и его административные единицы перешли в состав новой структуры — Сяннаньского административного района (湘南行政区). В 1954 году Сяннаньский административный район был упразднён, и был вновь создан Специальный район Чэньсянь.
В марте 1959 года уезды Жучэн и Гуйдун были объединены в уезд Жугуй (汝桂县).
29 августа 1960 года Специальный район Чэньсянь был вновь переименован в Специальный район Чэньчжоу.
В июле 1961 года уезд Жугуй был вновь разделён на уезды Жучэн и Гуйдун.
В 1970 году Специальный район Чэньчжоу был переименован в Округ Чэньчжоу (郴州地区).
Постановлением Госсовета КНР от 17 декабря 1994 года округ Чэньчжоу был преобразован в городской округ.

## Административное деление
Уезд делится на 9 посёлков, 3 волости и 2 национальные волости.